# Visual Arts
 (septembre 2020).

Visual Arts (株式会社ビジュアルアーツ, Kabushikigaisha Bijuaru Ātsu), anciennement Visual Artist Office (ビジュアルアーティストオフィス, Bijuaru Ātisuto Ofisu) puis Visual Art's, est une société d'édition japonaise spécialisée dans l'édition et la distribution de visual novels. 

## Produits
Visual Arts a développé différents moteurs de jeux, dont ceux que leurs marques utilisent actuellement : Siglus et les anciens moteurs RealLive et AVG32. Visual Arts s'occupe également de la vente et de la distribution de ces jeux. Les jeux publiés s'adressent principalement à un public masculin, bien que Visual Arts publie également des jeux destinés aux femmes. Visual Arts est connu notamment pour la publication des jeux du studio Key comme les visual novels Kanon, Air, et Clannad.
Visual Arts a créé un nouveau type de visual novel appelé kinetic novel où il n'y a aucun choix d'action et le joueur regarde la progression du jeu comme s'il s'agissait d'un film, contrairement aux visual novels traditionnels où le joueur a périodiquement des choix à faire. L'un des jeux de Key intitulé Planetarian ~La rêverie de la petite planète~ a été le premier jeu commercialisé sous le nom de kinetic novel. En plus des jeux, Visual Arts publie également des CD de musique de musique de jeux vidéo. Parmi les artistes sous ce label, I've Sound, un groupe de production de musique techno / trance fut le premier dans l'industrie du jeu pour adultes à se produire au Nippon Budokan en octobre 2005.
Visual Arts est également impliqué dans le portage de jeux qu'ils ont déjà publiés pour être jouables sur téléphones portables. Prototype gère cette partie de Visual Arts connue sous le nom de Visual Arts Motto (ビジュアルアーツ★Motto, Bijuaru Ātsu★Motto). Visual Arts a lancé un magazine Web appelé Visualstyle le 26 octobre 2007. Visual Arts a lancé une chaîne YouTube appelée Visual Channel en juillet 2008, où des vidéos liées aux jeux et aux entreprises appartenants à Visual Arts sont publiées. En octobre 2008, Visual Arts a lancé sa marque de light novels VA Bunko, qui comprend des light novels basés sur des jeux produits par les marques appartenants à Visual Arts.

## Entreprises partenaires
| - 13 cm - Amedeo - Anfini - B_Works - Bonbee! - Catwalk - Concept - Dress - E.G.O. - Elysion | - Flady - Frill - Garden - G-Key - Ham Ham Soft - Hadashi Shōjo - Hayashigumi - Image Craft - Issue - Jidaiya - Key - KineticNovel | - Kur-Mar-Ter - KuroCo - Lapis Lazuli - LimeLight - Mana - Mlle Chifu - Moe. - Ningyou Yuugisya - Ocelot - OPTiM - Pass Guard - Pekoe | - Playm - Radi - Realdeal - Rex - Rio - Saga Planets - Sirius - Vaporisateur - Studio Mebius - Tone Work's - Zéro - Sion |

| - Cure Records - fripSide - I've Sound - Key Sounds Label - OTSU - Queens Label |

| - Akiko - Akumi - Craftwork - Culotte - D-XX - Giant Panda - Harvest | - Kamen Shōkai - Manbō Soft - Miyabi - Otherwise - RAM - Tamachadō - Words |